# Тесс Коуді
Тесс Коуді (2 листопада 2000 , Fitzroyd ) — австралійська сноубордистка, що спеціалізується в слоупстайлі та біг-ейрі, бронзова призерка Олімпійських ігор 2022 року. 

## Олімпійські ігри
| Рік  | Місто                     | Слоупстайл | Біг-ейр |
| ---- | ------------------------- | ---------- | ------- |
| 2018 | Пхьончхан, Південна Корея | DNS        | —       |
| 2022 | Пекін, Китай              | 3          | 9       |

## Чемпіонат світу
| Рік  | Місто                  | Слоупстайл | Біг-ейр |
| ---- | ---------------------- | ---------- | ------- |
| 2017 | Сьєрра-Невада, Іспанія | 11         | 21      |
| 2021 | Аспен, США             | 3          | 5       |
| 2023 | Бакуріані, Грузія      | 4          | 3       |